# 山本涼太
山本 涼太（やまもと りょうた、1997年5月13日 - ）は、日本のノルディック複合選手。長野日野自動車所属。日本代表選手として2022年北京オリンピックに出場。同大会団体戦銅メダリスト。

## 人物
長野県下高井郡木島平村出身。父の山本直鋭は荻原健司と同時期に北野建設スキー部に所属していた複合の元選手（1996年引退）で、全日本選手権で2度の優勝経験があった。2017年に死去している。
飯山高校から早稲田大学スポーツ科学部を経て、長野日野自動車に所属。
2014年の世界ジュニア選手権で国際大会デビュー。2015-16シーズンよりコンチネンタルカップに参戦。2017年2月10日の札幌大会でワールドカップ（W杯）初出場。2018-19シーズンの後半よりW杯欧州遠征メンバー入り。
2020-21シーズン、1月23日に渡部暁斗とペアを組んだW杯ラハティ大会団体スプリントで3位となり、この種目でW杯日本勢初表彰台となった。翌24日のルカ大会で3位となり、初めて個人戦の表彰台に登壇した。
2021-22シーズンはW杯個人戦でのトップ10入りが増加。2022年北京オリンピックの個人ノーマルヒル/10kmは前半ジャンプで全体トップに立ったが、2位に38秒差をつけてスタートした後半クロスカントリーで順位を下げて14位。個人ラージヒルは12位。渡部善斗、永井秀昭、渡部暁斗とともに出場した団体戦で日本は前半ジャンプで4位につけると、後半クロスカントリーでメダル争いに加わった。アンカーの山本はドイツのビンツェンツ・ガイガー、オーストリアのマルティン・フリッツと2位争いを繰り広げ、ラストのスプリント勝負でオーストリアを抑えてドイツに次ぐ僅差の3位を確保し、日本にとってオリンピック団体戦で7大会28年ぶりとなる銅メダルを獲得した。

## 主な成績

### オリンピック
- 2022年北京オリンピック ( 中国）
  - 個人ノーマルヒル 14位
  - 個人ラージヒル 12位
  - 団体 3位（渡部善斗、永井秀昭、渡部暁斗、山本涼太）

### 世界選手権
- 2021年オーベルストドルフ ( ドイツ)
  - 個人ノーマルヒル 11位
  - 個人ラージヒル 10位
  - 団体ノーマルヒル 4位（渡部善斗、永井秀昭、渡部暁斗、山本涼太）
  - 団体スプリント 4位（渡部暁斗、山本涼太）

### ワールドカップ
| 個人総合成績 | 個人総合成績 | 個人総合成績 | 個人総合成績 | 個人総合成績 |
| シーズン     | 総合         | 優勝         | 準優勝       | 3位          |
| ------------ | ------------ | ------------ | ------------ | ------------ |
| 2018-2019    | 48           | 0            | 0            | 0            |
| 2019-2020    | 20           | 0            | 0            | 0            |
| 2020-2021    | 14           | 0            | 0            | 1            |